# Relacions Rússia-Guinea Equatorial
Les relacions Rússia-Guinea Equatorial es refereixen a les relacions exteriors entre Rússia i Guinea Equatorial.
En la dècada de 1970, la Unió Soviètica i Guinea Equatorial van signar nombrosos acords, sobretot en relació amb els drets de pesca. A la dècada de 1970, els països comunistes es van reunir a l'URSS i van concloure amb Guinea Equatorial un acord de pesca que els va donar drets exclusius de la zona. A canvi, els soviètics van donar Guinea Equatorial 4.000 tones de peix de qualitat molt inferiors i fins i en descomposició.
En la dècada de 1970 els serveis d'intel·ligència soviètics es van fer càrrec d'una base de vigilància establerta pels espanyols durant la colònia a la part superior de la muntanya volcànica Pic Basilé.

## Recents avenços russos a Guinea Equatorial
Recentment Gazprom ha estat involucrat en l'exploració de jaciments de gas.